# Jaime Pedro Gonçalves
Jaime Pedro Gonçalves (ur. 26 listopada 1936 w Manica, zm. 6 kwietnia 2016) – mozambicki duchowny katolicki, arcybiskup. Przez cały okres swojej posługi biskupiej związany z diecezją, a następnie archidiecezją Beira.

## Życiorys
Święcenia kapłańskie otrzymał 17 grudnia 1967.
19 grudnia 1975 papież Paweł VI mianował go biskupem koadiutorem Beira ze stolicą tytularną Ficus. 28 marca 1976 z rąk biskupa Januário Machaze Nhangumbe przyjął sakrę biskupią. 3 grudnia tego samego roku objął obowiązki biskupa diecezjalnego. 4 czerwca 1984 przyjął godność arcybiskupa Beiry. 14 stycznia 2012 na ręce papieża Benedykta XVI złożył rezygnację z zajmowanej funkcji i przeszedł na emeryturę.
Zmarł 21 marca 2016.